# 华沙起义纪念碑
华沙起义纪念碑（波蘭語：Pomnik Powstania Warszawskiego）是波兰华沙的一座纪念碑，用于纪念1944年的华沙起义，于1989年揭幕。它是由温森蒂·库其马雕刻（Wincenty Kućma，建筑师为雅塞克·布丁（Jacek Budyn）。它位于克拉尼斯基广场的南侧。
这座纪念碑被称为“战后华沙最重要的纪念碑”。《选举报》在2012年报導说，这是外国游客参观最多的地标之一。

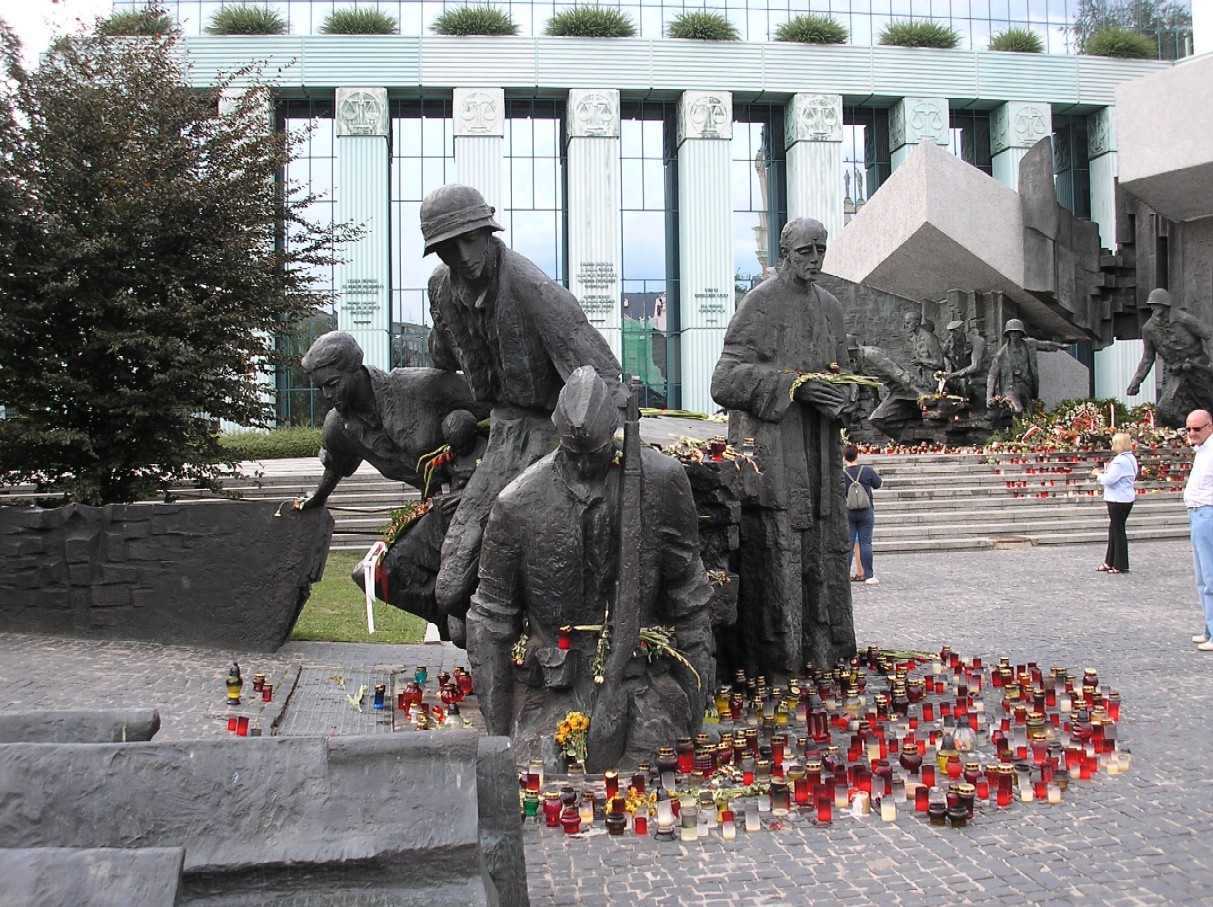

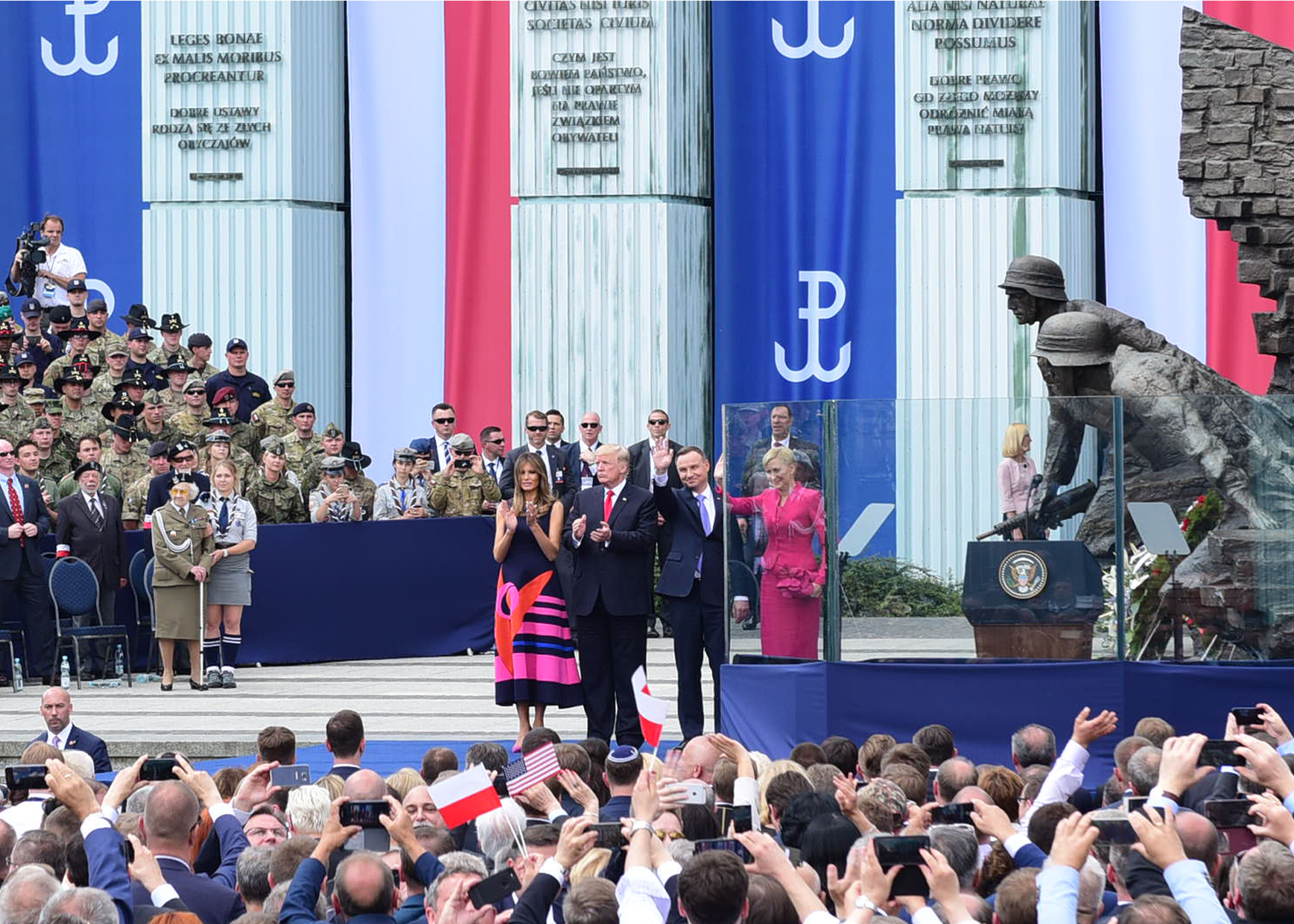
安杰伊·杜达和特朗普两位总统在华沙起义纪念碑，2017年